# Héctor Bonilla
Héctor Bonilla Rebentun (Cidade do México, 14 de março de 1939 – Cidade do México, 25 de novembro de 2022) foi um ator e político mexicano.

## Biografia
Héctor Bonilla estudou artes cênicas na Escola de Arte Teatral do Instituto Nacional de Bellas Artes do México. Foi casado com a atriz Socorro Bonilla, da qual divorciou-se. Posteriormente, casou-se com a atriz Sofía Alvarez (neta da atriz mexicana de mesmo nome). É pai de três filhos: Leonor, Fernando e Sergio Bonilla.
Além de ator, destacou-se como produtor, diretor e músico. Trabalhou em programas de televisão mexicanos, tais como La Cosquilla, Viva el Domingo e a série Vivir Así. Foi um dos fundadores do S.A.I.D. (Sindicato de Actores Independientes).
No Brasil, é conhecido pela participação no seriado Chaves, interpretando a si mesmo, e também pela novela Viviana, em Busca do Amor, de 1978, exibida pelo SBT em 1984, 1987 e 1991.
Em 2007 participou da dublagem da animação Ratatouille em espanhol, onde seu filho, Sergio Bonilla, dubla o protagonista.
Fora do mundo artístico, exerceu o cargo de deputado da Assembleia Constituinte da Cidade do México de 15 de setembro de 2016 a 31 de janeiro de 2017.

## Legado
Famoso no México por ter atuado em inúmeras novelas como galã, o ator ganhou o coração do público brasileiro ao participar de um clássico episódio do seriado El Chavo del Ocho em 1979 intitulado "Um Astro Cai na Vila".

## Morte
Morreu no final da tarde do dia 25 de novembro de 2022 em sua casa na Cidade do México, vítima de um câncer renal, contra o qual lutava desde 2018. O anúncio foi dado pelo Ministério da Cultura.

## Trabalhos

### Filmografia
| - 1962 - Jóvenes y Bellas - 1968 - Dos Mas Uno Igual a Dos - 1968 - Pax? - 1968 - Con Licencia para Matar - 1969 - Patsy, Mi Amor.... Germán - 1970 - Tres Amigos - 1970 - Narda o el Verano.... Jorge - 1971 - El Cambio - 1971 - Siempre Hay Una Primera Vez - 1971 - Los Novios.... Genaro - 1971 - Una Vez, Un Hombre...... Daniel Martínez - 1972 - Tú, Yo, Nosotros - 1973 - El Monasterio de los Buitres - 1975 - Yo Amo, Tu Amas, Nosotros... - 1976 - El Cumpleaños del Perro.... Gustavo Ballesteros - 1976 - Meridiano 100 - 1977 - El Mexicano - 1977 - Mina, Viento de Libertad - 1977 - Matinée.... Aquiles | - 1979 - María de mi Corazón.... Hector - 1979 - Bloody Marlene.... Timothy Leach - 1983 - Un Adorable Sinverguenza - 1984 - Enamorada - 1989 - Rojo Amanecer.... Humberto - 1991 - La Leyenda de una Máscara.... El Angel Enmascarado - 1992 - De un Blanco Mortal.... Isaac - 1992 - El Bulto.... Alberto - 1992 - Serpientes y Escaleras.... Gregorio Cisneros - 1994 - Amor que Mata - 1994 - Ámbar.... Kluski/Classier - 1995 - Magnicídio - 1996 - Doble Indemnización.... Domingo - 1998 - Crisis.... Ramirez/Senador - 1998 - Luces de la Noche.... Eduardo - 1999 - Crónica de un Desayuno - 2003 - Ladies' Night.... Carlos - 2015 - Porfirio Díaz: 100 años sin patria (Documentário Canais Discovery).... Porfirio Díaz - 2015- Una Última Y nos Vamos...Picho - 2016 - Trientona, Soltera y Fantástica... Arthuro - 2016 - 7:19, a hora do terremoto... Martin Soriano |

### Telenovelas
| - 1967 - La casa de las fieras.... Ramiro - 1968 - Juventud divino tesoro - 1970 - La Gata.... Paris - 1971 - Velo de novia - 1973 - Cartas sin destino - 1973 - Extraño en su pueblo - 1974 - Los miserables.... Gerard - 1975 - Paloma.... Alejandro - 1975 - Lo imperdonable - 1977 - Pacto de amor - 1978 - Viviana.... Jorge Armando Moncada - 1981 - Soledad.... Jesús Sánchez Fuentes - 1982 - Vanessa.... Luciano de Saint-Germain - 1983 - La pasión de Isabela.... Adolfo Castanedo - 1986 - La Gloria y el Infierno.... Miguel Vallarta - 1988 - Atrapada - 1988 - La Casa al Final de la Calle - 1987 - Rosa salvaje | - 1994 - Entre Vivos y Muertos - 1998 - Señora.... Omar - 1999 - La Vida en el Espejo.... Julio M. Escandón - 2000 - El tío Alberto.... Tío Alberto - 2001 - Amores Querer con Alevosía.... Padre Corona - 2001 - Lo que Callamos las Mujeres.... Javier - 2002 - Tal Para Cual - 2002 - Agua y Aceite.... Gerardo - 2003 - Mirada de Mujer: El Regreso.... Jerónimo Cárdenas - 2004 - Belinda.... Roberto Arismendi - 2005 - Machos.... Ángel Mercader - 2006 - Campeones de la Vida.... Ciro Duarte - 2008 - El Juramento.... Teodoro Robles Conde - 2009 - Mujer comprada .... Abelardo Díaz-Lozano - 2010 - Entre el amor y el deseo .... Alfredo Fontana - 2012 - Amor cautivo .... Félix - 2014 - Amor sin reserva.... Uriel Olivaterra Díez |

### Séries de TV
- 1979 - Chaves .... Ele mesmo (episódio Um astro cai na vila)
- 1988 - Papá soltero .... Tío Julio Costa (episodio "El Cumpleaños de Cesarín")
- 2001 - Lo que callamos las mujeres .... Javier (episodio "La Lola enamorada")

### Diretor
- 1983 - Cuando los hijos se van - Telenovela
- 1996 - Te dejaré de amar - Telenovela
- 1996 - Con toda el alma - Telenovela
- 2002 - Mónica y el profesor
- 2017 - Inesperadamente tú - Telenovela

## Prêmios e nomeações

### Prêmio TVyNovelas
| Ano  | Categoria                | Telenovela                   | Resultado |
| ---- | ------------------------ | ---------------------------- | --------- |
| 1983 | Melhor ator              | Vanessa                      | Indicado  |
| 1985 | Melhor ator              | La pasión de Isabela         | Indicado  |
| 1987 | Melhor ator protagonista | La gloria y el infierno      | Indicado  |
| 1990 | Melhor ator protagonista | La casa al final de la calle | Venceu    |

### Prémio Ariel
| Ano  | Categoria               | Filme               | Resultado |
| ---- | ----------------------- | ------------------- | --------- |
| 1975 | Melhor Ator             | Meridiano 100       | Venceu    |
| 1978 | Melhor Ator             | Matinée             | Indicado  |
| 1979 | Melhor Ator             | Bloody Marlene      | Indicado  |
| 1991 | Melhor Ator             | Rojo amanecer       | Venceu    |
| 1996 | Melhor ator coadjuvante | Doble indemnización | Indicado  |
| 1997 | Melhor actor            | Luces de la noche   | Indicado  |